# Provadis

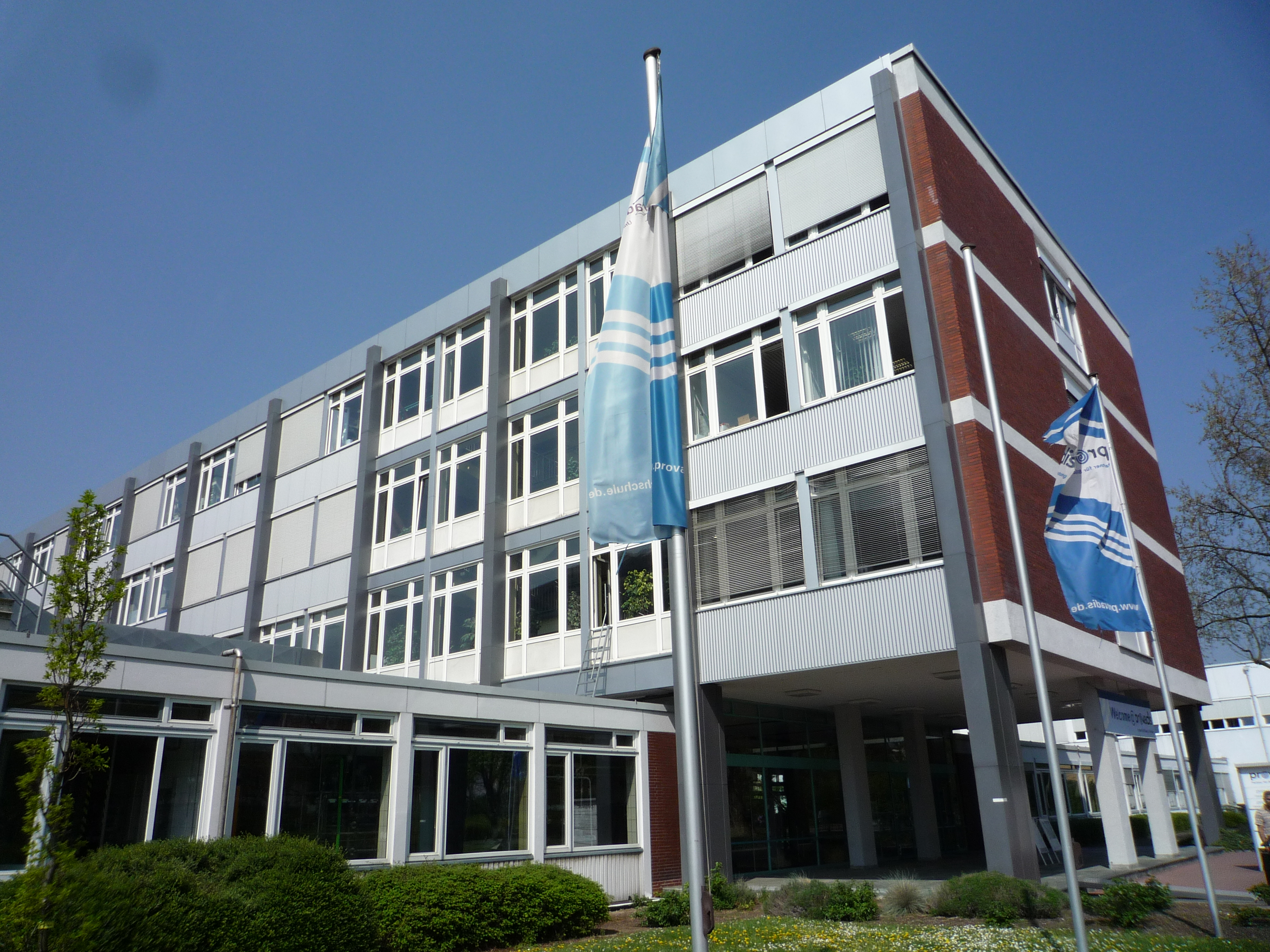
Provadis Campus, Frankfurt am Main

Provadis Partner für Bildung und Beratung GmbH ist ein Unternehmen im Industriepark Höchst in Frankfurt am Main.

## Allgemeine Informationen
Provadis Partner für Bildung und Beratung GmbH ist in der Aus- und Weiterbildung tätig und gehört mit rund 1.800 Auszubildenden und über 3.100 Weiterbildungsteilnehmern an den Standorten Frankfurt und Marburg zu den führenden Anbietern von Bildungsdienstleistungen in Hessen.  Von der Rekrutierung in der Ausbildung und bei Traineeprogrammen bietet Provadis Kurse, Trainings, Inhouse-Seminare, Fernlehrgänge, E-Learning und anerkannte Berufsabschlüsse für das berufliche Weiterkommen. Provadis ist eine Tochtergesellschaft der Infraserv Höchst.
Provadis hat zwei eigene Tochterunternehmen: Die Provadis School of International Management and Technology und die Provadis Professionals GmbH.
Provadis ist ein privater Aus- und Weiterbildungsdienstleister, der die berufliche Aus- und Weiterbildung für verschiedene, überwiegend im Industriepark Höchst ansässige Firmen, aber auch externe Einrichtungen wie die Oberfinanzdirektion Frankfurt oder das Hessische Sozialministerium, übernimmt. Des Weiteren werden auch Kurse zur Weiterbildung oder Schülerpraktika angeboten.

## Geschichte
Das Unternehmen Provadis Partner für Bildung und Beratung GmbH wurde 1997 als Spin-off der Hoechst AG gegründet.
Da seit 1989 der Gewinn der Hoechst AG kontinuierlich sank, leitete der im April 1994 eingesetzte neue Geschäftsführer Jürgen Dormann eine Reihe von Veränderungsprozessen im Unternehmen ein. Die neue Dienstleistungsstruktur sah vor, dass die bisher überwiegend unabhängig voneinander agierenden Einheiten Aus- und Weiterbildung, auflösenden Hoechst AG. Denn eine Aufteilung der Auszubildenden in die einzelnen neu entstehenden Gesellschaften wäre auf Grund der Rechtslage sehr kompliziert geworden. Recht aufwändig wurde diese Gründung durch den Umstand, dass jeder der circa 1400 Auszubildenden dem Umstrukturierungsprozess zustimmen musste, was dennoch erfolgreich geschah. Zunächst beherbergte die Provadis GmbH nur die Auszubildenden. Die Geschäftsführung sowie die Organisation übernahm die Muttergesellschaft, die Infraserv GmbH & Co. Höchst KG, welche als neues Unternehmen die Infrastrukturaufgaben der faktisch nicht mehr existierenden Hoechst AG übernahm. Erst im Jahre 1999 ging auch das für die Provadis GmbH eingesetzte Personal samt Management in das Unternehmen über.

## Ausbildung
Provadis hat bis zu 1.800 Auszubildende in der beruflichen Ausbildung. Jährlich kommen rund 600 neue Auszubildende hinzu, wobei sich etwa 7.000 junge Menschen auf 600 zu vergebende Stellen bewerben.

## Hochschule
Die Provadis School of International Management and Technology (AG) ist eine private, staatlich anerkannte Hochschule in Frankfurt am Main, Stadtteil Höchst. Sie hat sich auf berufsbegleitende Studiengänge für Berufstätige und Abiturienten spezialisiert.